# يزدكان
يزدكان هي قرية في مقاطعة خوي، إيران. عدد سكان هذه القرية هو 2,724 في سنة 2006.